# مارمولک شاخدار دم‌تخت
مارمولک شاخدار دم‌تخت (به انگلیسی: Flat-tail horned lizard)، گونه‌ای از مارمولک در خانواده (زیست‌شناسی) شاخی‌مارمولکان و گونه‌ای از خزندگان، بوم‌زادی در بیابان سونورا در جنوب غربی ایالات متحده و شمال غربی مکزیک است.